# Aleh Shkabara
Aleh Shkabara (tiếng Belarus: Алег Шкабара; tiếng Nga: Олег Шкабара) (sinh 15 tháng 2 năm 1983 ở Minsk) là một cầu thủ bóng đá Belarus hiện tại thi đấu cho Smolevichi-STI.

## Danh hiệu
Naftan Novopolotsk
- Vô địch Cúp bóng đá Belarus: 2011–12

## Bàn thắng quốc tế
| # | Ngày                 | Địa điểm                                        | Đối thủ  | Tỉ số | Kết quả | Giải đấu                                 |
| - | -------------------- | ----------------------------------------------- | -------- | ----- | ------- | ---------------------------------------- |
| 1 | 22 tháng 11 năm 2004 | Sân vận động Mohammed Bin Zayed, Abu Dhabi, UAE | UAE      | 1 – 1 | 3–2     | Giao hữu                                 |
| 2 | 1 tháng 3 năm 2006   | Sân vận động Pafiako, Paphos, Síp               | Phần Lan | 2 – 0 | 2–2     | Cyprus International Football Tournament |